# Sport Club Kriens 2018-2019
Questa voce raccoglie le informazioni riguardanti il Sport Club Kriens nelle competizioni ufficiali della stagione 2018-2019.

## Stagione
Nella stagione 2018-2019 il Kriens, allenato da Bruno Berner, concluse il campionato di Challenge League all'8º posto. In Coppa Svizzera il Kriens fu eliminato ai quarti di finale dal Zurigo.

## Rosa
| N. |                               | Ruolo | Calciatore        |
| -- | ----------------------------- | ----- | ----------------- |
| 1  | Svizzera (bandiera)           | P     | Pascal Brügger    |
| 2  | Svizzera (bandiera)           | D     | Nikola Mijatovic  |
| 3  | Svizzera (bandiera)           | D     | Daniel Fanger     |
| 4  | Svizzera (bandiera)           | D     | Manuel Fäh        |
| 5  | Svizzera (bandiera)           | D     | Olivier Kleiner   |
| 6  | Svizzera (bandiera)           | C     | Anthony Bürgisser |
| 7  | Svizzera (bandiera)           | C     | Marco Wiget       |
| 8  | Svizzera (bandiera)           | D     | Liridon Berisha   |
| 8  | Svizzera (bandiera)           | C     | Dominic Schilling |
| 9  | Macedonia del Nord (bandiera) | A     | Skumbim Sulejmani |
| 10 | Svizzera (bandiera)           | C     | Marco Mangold     |
| 10 | Svizzera (bandiera)           | A     | Nikola Sukacev    |
| 11 | Svizzera (bandiera)           | C     | Edmond Selmani    |
| 14 | Croazia (bandiera)            | D     | Marijan Urtic     |

| N. |                                 | Ruolo | Calciatore       |
| -- | ------------------------------- | ----- | ---------------- |
| 15 | Svizzera (bandiera)             | C     | Omer Dzonlagic   |
| 16 | Svizzera (bandiera)             | C     | Stefano Cirelli  |
| 17 | Palestina (bandiera)            | A     | Saleh Chihadeh   |
| 19 | Svizzera (bandiera)             | C     | Dario Ulrich     |
| 20 | Svizzera (bandiera)             | C     | Marco Rüedi      |
| 21 | Svizzera (bandiera)             | A     | Nico Siegrist    |
| 22 | Svizzera (bandiera)             | P     | Simon Enzler     |
| 23 | Svizzera (bandiera)             | C     | Diogo Costa      |
| 25 | Kosovo (bandiera)               | D     | Fisnik Hasanaj   |
| 27 | Bosnia ed Erzegovina (bandiera) | C     | Admir Seferagic  |
| 30 | Svizzera (bandiera)             | D     | Jan Elvedi       |
| 44 | Svizzera (bandiera)             | D     | Albin Sadrijaj   |
| 58 | Nigeria (bandiera)              | P     | Sebastian Osigwe |

## Organigramma societario
Area tecnica
- Allenatore: Bruno Berner
- Allenatore in seconda: Nikola Marunic
- Preparatore dei portieri: Guido Stadelmann
- Preparatori atletici:

## Calciomercato

### Sessione estiva
| Acquisti | Acquisti        | Acquisti        | Acquisti |
| R.       | Nome            | da              | Modalità |
| -------- | --------------- | --------------- | -------- |
| D        | Jan Elvedi      | Wohlen          |          |
| P        | Simon Enzler    | Lucerna         |          |
| D        | Olivier Kleiner | Wohlen          |          |
| D        | Dario Kurmann   | Kickers Lucerna |          |
| C        | Marco Rüedi     | Lucerna II      |          |
| C        | Dario Ulrich    | Winterthur      |          |

| Cessioni | Cessioni       | Cessioni   | Cessioni |
| R.       | Nome           | a          | Modalità |
| -------- | -------------- | ---------- | -------- |
| A        | Nahuel Allou   | Schötz     |          |
| P        | Luca Bühlmann  | Lucerna II |          |
| C        | Enis Ramadani  | Köniz      |          |
| C        | Goran Stojanov | Buochs     |          |

### Sessione invernale
| Acquisti | Acquisti        | Acquisti     | Acquisti |
| R.       | Nome            | da           | Modalità |
| -------- | --------------- | ------------ | -------- |
| A        | Nikola Sukacev  | Grasshoppers |          |
| D        | Liridon Berisha | Zurigo II    |          |
| C        | Omer Dzonlagic  | Thun         |          |
| D        | Albin Sadrijaj  | Zurigo II    |          |

| Cessioni | Cessioni            | Cessioni | Cessioni |
| R.       | Nome                | a        | Modalità |
| -------- | ------------------- | -------- | -------- |
| D        | Kevin Röthlisberger | Cham     |          |
| D        | Dario Kurmann       | Schötz   |          |

## Risultati

### Challenge League

#### Prima fase, girone di andata
| Arbitro: | Horisberger |

|             |           |                     |
| Asllani 64’ | Marcatori | 40’ (rig.) Siegrist |

| Arbitro: | Dudic |

|              |           |                               |
| Chihadeh 73’ | Marcatori | 4’, 28’, 49’ Turkeš 44’ Kubli |

| Arbitro: | Cibelli |

|  |           |                          |
|  | Marcatori | 35’ Siegrist 64’ Kleiner |

| Arbitro: | Schärli |

|               |           |              |
| Sliskovic 53’ | Marcatori | 56’ Siegrist |

| Arbitro: | Cibelli |

|               |           |                      |
| Schilling 75’ | Marcatori | 77’ (aut.) Schilling |

| Arbitro: | Wolfensberger |

|                     |           |                            |
| Gajić 35’ Tadić 58’ | Marcatori | 49’ Seferagic 61’ Siegrist |

| Arbitro: | Cibelli |

|              |           |                |
| Chihadeh 63’ | Marcatori | 28’ Malinowski |

| Arbitro: | Tschudi |

|              |           |              |
| Alphonse 70’ | Marcatori | 75’ Siegrist |

| Arbitro: | Horisberger |

|  |           |           |
|  | Marcatori | 13’ Carri |

#### Prima fase, girone di ritorno
| Arbitro: | Dudic |

|                                   |           |                                 |
| Seferagic 39’ Siegrist 54’ (rig.) | Marcatori | 61’ (rig.) Lüchinger 87’ Saglam |

| Arbitro: | Schärli |

|                |           |                   |
| Boumediene 90’ | Marcatori | 10’, 72’ Siegrist |

| Arbitro: | Wolfensberger |

|                         |           |                                |
| Elvedi 26’ Chihadeh 66’ | Marcatori | 45’ Stevanović 90’, 90’ Chagas |

| Arbitro: | Staubli |

|                |           |              |
| Cortelezzi 25’ | Marcatori | 59’ Chihadeh |

| Arbitro: | Piccolo |

|            |           |            |
| Ulrich 52’ | Marcatori | 35’ Zeqiri |

| Arbitro: | Dudic |

|                                     |           |                                      |
| Rey 51’ Malinowski 75’ Guidotti 90’ | Marcatori | 22’ (rig.), 27’, 73’ (rig.) Siegrist |

| Arbitro: | Horisberger |

|           |           |                        |
| Rüedi 14’ | Marcatori | 62’ Radice 84’ Doumbia |

| Arbitro: | Wolfensberger |

|                                        |           |                            |
| Pugliese 27’ Castroman 35’ Bunjaku 83’ | Marcatori | 16’ Siegrist 80’ Sulejmani |

| Arbitro: | Gut |

|               |           |                      |
| Sulejmani 90’ | Marcatori | 2’ Liechti 86’ Mišić |

#### Seconda fase, girone di andata
| Arbitro: | Dudic |

|                                |           |                        |
| Puertas 1’ Koura 54’ Ndoye 90’ | Marcatori | 31’ Wiget 41’ Chihadeh |

| Arbitro: | San |

|                           |           |  |
| Dzonlagic 26’ Selmani 32’ | Marcatori |  |

| Arbitro: | Staubli |

|                 |           |                           |
| Çiçek 5’ (rig.) | Marcatori | 8’ Siegrist 82’ Dzonlagic |

| Arbitro: | Wolfensberger |

|  |           |                                     |
|  | Marcatori | 45’ Iapichino 60’ Schalk 69’ Cognat |

| Arbitro: | Schnyder |

|                                  |           |                                  |
| Pollero 77’ Josipovic 84’ (rig.) | Marcatori | 51’ Chihadeh 55’ (rig.) Siegrist |

| Arbitro: | Jancevski |

|                            |           |            |
| Sulejmani 33’ Chihadeh 54’ | Marcatori | 48’ Turkeš |

| Arbitro: | Staubli |

|                                |           |               |
| Göppel 62’ (aut.) Siegrist 87’ | Marcatori | 78’ Muntwiler |

| Arbitro: | Bieri |

|  |           |              |
|  | Marcatori | 51’ Chihadeh |

| Arbitro: | Jancevski |

|                                  |           |                           |
| Dzonlagic 7’ Siegrist 29’ (rig.) | Marcatori | 67’, 81’ (rig.) Karanović |

#### Seconda fase, girone di ritorno
| Winterthur 5 aprile 2019, ore 20:00 CEST 28ª giornata | Winterthur    | 0 – 0 referto | Kriens | Stadion Schützenwiese (3 000 spett.)\| Arbitro: \| Wolfensberger \| |
| Arbitro:                                              | Wolfensberger |               |        |                                                                     |

| Arbitro: | Wolfensberger |

|                                |           |                             |
| Sele 15’ Sutter 51’ Dossou 55’ | Marcatori | 35’ Dzonlagic 60’ Mijatovic |

| Arbitro: | Erlachner |

|            |           |                           |
| Elvedi 85’ | Marcatori | 54’ Sessolo 57’ Castroman |

| Kriens 28 aprile 2019, ore 14:30 CEST 31ª giornata | Kriens    | 0 – 0 referto | Chiasso | Stadion Kleinfeld (1 000 spett.)\| Arbitro: \| Jancevski \| |
| Arbitro:                                           | Jancevski |               |         |                                                             |

| Arbitro: | Horisberger |

|              |           |  |
| Kllokoqi 78’ | Marcatori |  |

| Arbitro: | Piccolo |

|               |           |                           |
| Seferagic 76’ | Marcatori | 27’ Scholz 53’ Cortelezzi |

| Arbitro: | Dudic |

|                  |           |               |
| Schindelholz 37’ | Marcatori | 34’ Dzonlagic |

| Arbitro: | Cibelli |

|  |           |                     |
|  | Marcatori | 5’ Ndoye 89’ Loosli |

| Arbitro: | Jancevski |

|                                                    |           |               |
| Stevanović 6’ Wüthrich 33’ Alphonse 45’ Chagas 75’ | Marcatori | 18’ Seferagic |

### Coppa Svizzera
| Arbitro: | Jancevski |

|  |           |                                                             |
|  | Marcatori | 21’, 55’ Chihadeh 33’ Seferagic 36’ Ulrich 71’, 82’ Cirelli |

| Arbitro: | Jancevski |

|          |           |                                                 |
| Nuhi 28’ | Marcatori | 16’ Elvedi 64’ Seferagic 84’ Chihadeh 90’ Costa |

| Jona 1º novembre 2018, ore 19:30 CET Ottavi di finale                            | Rapperswil-Jona | 1 – 4 referto                       | Kriens | Stadio Grünfeld (1 680 spett.) |
| \| \| \| \| \| Turkeš 84’ \| Marcatori \| 29’, 54’, 74’ Chihadeh 80’ Siegrist \| |                 |                                     |        |                                |
|                                                                                  |                 |                                     |        |                                |
| Turkeš 84’                                                                       | Marcatori       | 29’, 54’, 74’ Chihadeh 80’ Siegrist |        |                                |

| Arbitro: | Tschudi |

|                        |           |              |
| Khelifi 16’ Winter 83’ | Marcatori | 44’ Chihadeh |

## Statistiche

### Statistiche di squadra
| Competizione     | Punti | In casa | In casa | In casa | In casa | In casa | In casa | In trasferta | In trasferta | In trasferta | In trasferta | In trasferta | In trasferta | Totale | Totale | Totale | Totale | Totale | Totale | DR  |
| Competizione     | Punti | G       | V       | N       | P       | Gf      | Gs      | G            | V            | N            | P            | Gf           | Gs           | G      | V      | N      | P      | Gf     | Gs     | DR  |
| ---------------- | ----- | ------- | ------- | ------- | ------- | ------- | ------- | ------------ | ------------ | ------------ | ------------ | ------------ | ------------ | ------ | ------ | ------ | ------ | ------ | ------ | --- |
| Challenge League | 36    | 18      | 3       | 6       | 9       | 20      | 30      | 18           | 4            | 9            | 5            | 26           | 28           | 36     | 7      | 15     | 14     | 46     | 58     | -12 |
| Coppa Svizzera   | -     | 0       | 0       | 0       | 0       | 0       | 0       | 4            | 3            | 0            | 1            | 15           | 4            | 4      | 3      | 0      | 1      | 15     | 4      | +11 |
| Totale           | 36    | 18      | 3       | 6       | 9       | 20      | 30      | 22           | 7            | 9            | 6            | 41           | 32           | 40     | 10     | 15     | 15     | 61     | 62     | -1  |

### Andamento in campionato
| Giornata  | 1 | 2 | 3 | 4 | 5 | 6 | 7 | 8 | 9 | 10 | 11 | 12 | 13 | 14 | 15 | 16 | 17 | 18 | 19 | 20 | 21 | 22 | 23 | 24 | 25 | 26 | 27 | 28 | 29 | 30 | 31 | 32 | 33 | 34 | 35 | 36 |
| --------- | - | - | - | - | - | - | - | - | - | -- | -- | -- | -- | -- | -- | -- | -- | -- | -- | -- | -- | -- | -- | -- | -- | -- | -- | -- | -- | -- | -- | -- | -- | -- | -- | -- |
| Luogo     | T | C | T | T | C | T | C | T | C | C  | T  | C  | T  | C  | T  | C  | T  | C  | T  | C  | T  | C  | T  | C  | C  | T  | C  | T  | T  | C  | C  | T  | C  | T  | C  | T  |
| Risultato | N | P | V | N | N | N | N | N | P | N  | V  | P  | N  | N  | N  | P  | P  | P  | P  | V  | V  | P  | N  | V  | V  | V  | N  | N  | P  | P  | N  | P  | P  | N  | P  | P  |
| Posizione | 5 | 8 | 7 | 8 | 7 | 7 | 7 | 7 | 9 | 9  | 7  | 8  | 8  | 8  | 8  | 9  | 9  | 9  | 10 | 9  | 7  | 8  | 9  | 8  | 6  | 6  | 6  | 6  | 7  | 7  | 6  | 8  | 8  | 7  | 8  | 8  |

Legenda:

Luogo: C = Casa; T = Trasferta. Risultato: V = Vittoria; N = Pareggio; P = Sconfitta.

### Statistiche dei giocatori
| Giocatore        | Challenge League | Challenge League | Challenge League | Challenge League | Coppa Svizzera | Coppa Svizzera | Coppa Svizzera | Coppa Svizzera | Totale   | Totale | Totale      | Totale     |
| Giocatore        | Presenze         | Reti             | Ammonizioni      | Espulsioni       | Presenze       | Reti           | Ammonizioni    | Espulsioni     | Presenze | Reti   | Ammonizioni | Espulsioni |
| ---------------- | ---------------- | ---------------- | ---------------- | ---------------- | -------------- | -------------- | -------------- | -------------- | -------- | ------ | ----------- | ---------- |
| L. Berisha       | 13               | 0                | 0                | 0                | 0              | 0              | 0              | 0              | 13       | 0      | 0           | 0          |
| P. Brügger       | 0                | 0                | 0                | 0                | 1              | 0              | 1              | 0              | 1        | 0      | 1           | 0          |
| A. Bürgisser     | 16               | 0                | 4                | 1                | 2              | 0              | 0              | 0              | 18       | 0      | 4           | 1          |
| S. Chihadeh      | 35               | 8                | 6                | 0                | 4              | 7              | 1              | 0              | 39       | 15     | 7           | 0          |
| S. Cirelli       | 24               | 0                | 1                | 0                | 4              | 2              | 0              | 0              | 28       | 2      | 1           | 0          |
| D. Costa         | 24               | 0                | 4                | 0                | 4              | 1              | 1              | 0              | 28       | 1      | 5           | 0          |
| O. Dzonlagic     | 18               | 5                | 1                | 0                | 0              | 0              | 0              | 0              | 18       | 5      | 1           | 0          |
| J. Elvedi        | 35               | 2                | 5                | 0                | 3              | 1              | 0              | 0              | 38       | 3      | 5           | 0          |
| S. Enzler        | 24               | 0                | 0                | 0                | 2              | 0              | 0              | 0              | 26       | 0      | 0           | 0          |
| D. Fanger        | 29               | 0                | 2                | 0                | 3              | 0              | 0              | 0              | 32       | 0      | 2           | 0          |
| M. Fäh           | 10               | 0                | 2                | 0                | 0              | 0              | 0              | 0              | 10       | 0      | 2           | 0          |
| F. Hasanaj       | 10               | 0                | 2                | 0                | 2              | 0              | 0              | 0              | 12       | 0      | 2           | 0          |
| O. Kleiner       | 14               | 1                | 2                | 0                | 1              | 0              | 1              | 0              | 15       | 1      | 3           | 0          |
| D. Kurmann       | 0                | 0                | 0                | 0                | 0              | 0              | 0              | 0              | 0        | 0      | 0           | 0          |
| M. Mangold       | 2                | 0                | 0                | 0                | 1              | 0              | 0              | 0              | 3        | 0      | 0           | 0          |
| N. Mijatovic     | 30               | 1                | 8                | 0                | 3              | 0              | 1              | 0              | 33       | 1      | 9           | 0          |
| S. Osigwe        | 12               | 0                | 0                | 0                | 1              | 0              | 0              | 0              | 13       | 0      | 0           | 0          |
| K. Röthlisberger | 2                | 0                | 0                | 0                | 2              | 0              | 0              | 0              | 4        | 0      | 0           | 0          |
| M. Rüedi         | 22               | 1                | 2                | 0                | 3              | 0              | 0              | 0              | 25       | 1      | 2           | 0          |
| A. Sadrijaj      | 18               | 0                | 6                | 0                | 1              | 0              | 0              | 0              | 19       | 0      | 6           | 0          |
| D. Schilling     | 13               | 1                | 1                | 0                | 0              | 0              | 0              | 0              | 13       | 1      | 1           | 0          |
| A. Seferagic     | 15               | 4                | 3                | 0                | 3              | 2              | 1              | 0              | 18       | 6      | 4           | 0          |
| E. Selmani       | 15               | 1                | 0                | 0                | 2              | 0              | 0              | 0              | 17       | 1      | 0           | 0          |
| N. Siegrist      | 32               | 16               | 4                | 1                | 3              | 1              | 0              | 0              | 35       | 17     | 4           | 1          |
| N. Sukacev       | 10               | 0                | 1                | 0                | 1              | 0              | 0              | 0              | 11       | 0      | 1           | 0          |
| S. Sulejmani     | 16               | 3                | 1                | 0                | 1              | 0              | 0              | 0              | 17       | 3      | 1           | 0          |
| D. Ulrich        | 27               | 1                | 2                | 0                | 2              | 1              | 0              | 0              | 29       | 2      | 2           | 0          |
| M. Urtic         | 29               | 0                | 6                | 0                | 2              | 0              | 0              | 0              | 31       | 0      | 6           | 0          |
| M. Wiget         | 33               | 1                | 7                | 0                | 4              | 0              | 2              | 0              | 37       | 1      | 9           | 0          |